# La memoria del agua (novela de 2009)
La memoria del agua es una novela escrita por la periodista Teresa Viejo en la que la realidad y la ficción se mezclan para contarnos la historia de El Balneario de la Isabela, un balneario que tras la orden de Franco de crear el embalse de Buendía, quedó enterrado en el lecho del embalse.

## Sinopsis
Tras la muerte de su madre, Álvaro de Llano encuentra fortuitamente una carta y una foto que cambiarán su vida. Iniciará una búsqueda incansable en la que solo le podrá ayudarle una anciana, que le hará conocer una antigua leyenda olvidada por todos: la del Balneario de La Isabela. Construido en el siglo XIX, rápidamente se convirtió en el lugar de recreo para la alta burguesía española y europea. Las grandes fiestas, los bailes de etiqueta, el lujo y esplendor propios de los felices años veinte hicieron de La Isabela el paraíso de muchos. Pero todo cambiara cuando un bañista aprezca muerto en la sala de inhalaciones. A partir de ese momento nada volverá a ser igual.
Reconvertido con el paso de los años en psiquiátrico, las paredes de la antigua de la casa de baños encerraban numerosos secretos que quedaron sumergidos para siempre en el pantano de Buendía. Pero ¿qué escondía el sanatorio?, ¿qué experimentos médicos al margen de la ciencia se realizaron en el durante la guerra civil?, ¿qué vínculo une a la anciana con Álvaro y el sanatorio?
Teresa Viejo nos sorprende con una espléndida novela en la que la realidad y la ficción se alían para ofrecernos un mundo lleno de pasión, intriga, amores prohibidos, asesinatos… y el continuo susurro del agua. Un excelente debut literario que recupera la historia de La Isabela, el balneario que desapareció bajo las aguas.

## Nacimiento del libro
La periodista Teresa Viejo reconoció en una entrevista como surgió la idea de la novela. Ella respondió ante la pregunta de la siguiente forma: «Un fin de semana, viajando por allí, vi cómo las ruinas de La Isabela quedaban visibles por el bajo caudal del pantano. Me entró una gran curiosidad por su historia y en ese trabajo de investigación me dejé arrastrar por una corriente que me atrapaba. A la vez que sentía la necesidad de contar su historia sabía que sólo podía contarla totalmente si dejaba volar la imaginación».

## Ambientación de la obra: La Isabela

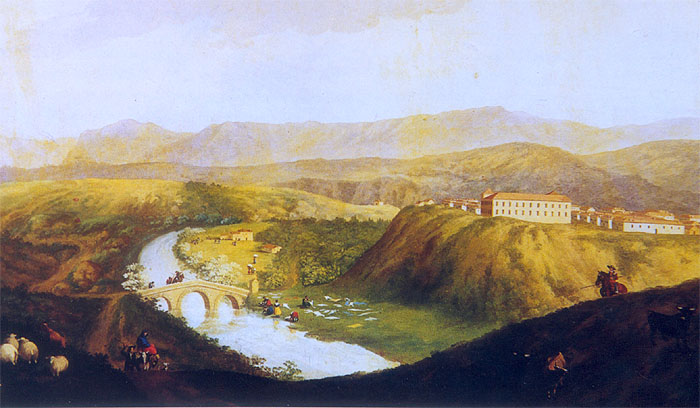

La Isabela fue un pueblo a ocho kilómetros de Sacedón, Guadalajara. Este pueblo fue principalmente conocido por ser un pueblo que tenía aguas con propiedades curativas. De hecho, se dice que desde los romanos se utilizaron estas aguas. Por este motivo, Fernando VII, tras ver que estas aguas funcionaban, decidió crear un balneario y un palacio en aquella zona. Además, tras morir su mujer Isabel, decidió llamar al balneario: La Isabela, en su honor, ya que acudía al balneario con intención de mejorar la enfermedad (la gota) que tenía. Este sitio gozó de gran prestigio en aquella época, ya que acudían personas de renombre del momento. La obra está ambientada en aquellos momentos de gloria, donde nos cuentan todo lo ocurrido en aquel lugar alrededor de los años veinte. Aunque, la novela también nos presenta aquel lugar en los años de la guerra, donde el balneario se convirtió en un psiquiátrico. Ahí es donde encontraremos la relación entre la anciana y Álvaro de Llano.

## Las leyendas alrededor de La Isabela
La autora ha mencionado más de una vez que en su tiempo de investigación descubrió historias que la entristecieron, pero también encontró lo que denominan como: la maldición de La Isabela. Esta maldición, es mencionada en algún momento de la obra, pero no se quedó aquí. En un programa de Cuarto Milenio, Teresa Viejo habló de la maldición de La Isabela y de cómo La Isabela, al dejar de ser patrimonio real, llevaba a la ruina a toda familia que compraba aquel sitio. Aunque, esto no se alargó mucho, ya que en el año 1955, al crearse el pantano de Buendía, aquel lugar quedó enterrado bajo las aguas. Sus habitantes, se repartieron por los pueblos cercanos como Paredes de Melo, Sacedón y entre otros lugares de las provincias de Valladolid y Burgos. Además, según un programa de Hoy por Hoy Cuenca, el 13 de junio vuelven a la provincia de Guadalajara a celebrar las fiestas de San Antonio en Sacedón, ya que fue el patrón de La Isabela.
Teresa fue invitada al programa por la gran labor de investigación que hizo alrededor de aquel lugar para la novela cuando, tras la bajada de agua del pantano, se empezaron a encontrar huesos cerca de aquel lugar. La duda venía de si podría ser una cuneta de la Guerra Civil o si los huesos venían de un  tiempo atrás. Sea lo que fuere, Iker Jiménez contó con Teresa para saber su opinión al respecto.

## Adaptación
La novela tuvo su adaptación gracias a RTVE, quien lanzó una miniserie sobre la novela en el año 2012. Esta miniserie cuenta con dos capítulos de una hora y diecisiéte minutos cada uno. Actualmente, Televisión Española ha emitido la miniserie dos veces en estos últimos años, pero se puede ver en RTVE Play. Entre su reparto podemos encontrar:
- Natalia Sánchez como Amada.
- Tamar Novas como Lucas.
- Lola Marceli como Adela.
- Ana Álvarez como Ana.
- Aitor     Mazo como Ernesto Montemayor.
- Amparo Pamplona como Sonsoles de la Cruz.
- Carmen de la Maza como Mercedes.
- Esther Regina.
- Jorge Suquet.
- Inma Cuevas.
- Pepa López.
- Borja Elgea.
- Rafael Rojas.
- Álvaro Morte.